# Wahnesparadiesvogel
Der Wahnesparadiesvogel (Parotia wahnesi), auch Langschwanz-Strahlenparadiesvogel genannt, ist eine Vogelart aus der Familie der Paradiesvögel (Paradisaeidae). Er kommt ausschließlich im Osten von Neuguinea vor. Wie für Strahlenparadiesvögel charakteristisch, weist das Männchen an jeder Kopfseite drei verlängerte Schmuckfedern auf. Das Männchen hat außerdem einen auffälligen Federtuff oberhalb des Schnabels. Verglichen mit anderen Strahlenparadiesvögeln ist das Schwanzgefieder vergleichsweise lang. Der Name erinnert an Carl Wahnes, der 1906 das Typusexemplar im Rawlinson-Gebirge fand.
Die Bestandssituation des Wahnesparadiesvogels wird von der IUCN als potentiell gefährdet (near threatened) eingestuft. Es werden keine Unterarten unterschieden.

## Beschreibung

### Körperbau und -maße
Die Männchen des Wahnesparadiesvogels erreichen eine Körperlänge von 43 Zentimeter. Das Schwanzgefieder ist gestuft. Das mittlere Steuerfederpaar, das über das übrige Schwanzgefieder hinaus ragt, erreicht eine Länge von 20 bis 22,5 Zentimeter. Das übrige Schwanzgefieder wird zwischen 15,9 und 19,8 Zentimeter lang.
Die Weibchen bleiben mit einer Körperlänge von 36 Zentimeter geringfügig kleiner. Auch bei ihnen ist das Schwanzgefieder gestuft. Das mittlere und längste Steuerfederpaar erreicht eine Länge zwischen 16,1 und 17,5 Zentimeter. Das übrige Schwanzgefieder ist zwischen 14 und 16,4 Zentimeter lang.
Der Schnabel misst bei den Männchen zwischen 2,9 und 3,3 Zentimeter, bei den Weibchen zwischen 2,8 und 3,3 Zentimeter. Die Männchen wiegen durchschnittlich 171 Gramm, die Weibchen werden zwischen 144 und 154 Gramm schwer.

### Männchen
Die Männchen haben ein samtschwarzes Gefieder. Am Vorderkopf befindet sich oberhalb der Nasenlöcher ein großer aufstellbarer Federtuff, der bronzefarben ist. Dahinter befindet sich ein schmales Band blau irisierender Federn. Hinter jedem Auge befindet sich auf Höhe der Ohrdecken Federohren aus verlängerten, spitz zulaufenden Federn. Drei der Federn sind drahtartig stark verlängert und enden in kleinen, fast runden schwarzen Ovalen.
Die übrige Körperseite inklusive der Oberseite des Schwanzgefieders ist schwarz und schimmert bei bestimmten Lichtverhältnissen bläulich violett. Das Kinn und die Kehle schimmern purpur. Das Brustgefieder, das aus großen, schuppenförmigen Federn besteht, irisiert smaragdgrün bis grünlich gelb. Bei bestimmten Lichtverhältnissen bilden sich auch purpur- oder magentafarbene Schlaglichter. Die übrige Körperunterseite hat einen leicht violetten Schimmer.
Der Schnabel ist glänzend schwarz, die Iris ist kobaltblau mit einem cremefarbenen Außenring. Die Beine und Füße sind violettgrau.
Eine Beschreibung juveniler Männchen steht noch aus. Vermutlich ähneln sie, wie bei anderen Strahlenparadiesvögeln, in ihrem ersten Lebensjahr zunächst den adulten Weibchen und wechseln dann allmählich in das Gefieder der adulten Männchen.

### Weibchen
Das Weibchen hat einen matt schwarzbraunen Kopf. Der Nacken ist bräunlicher und kann einzelne kastanienfarbene Flecken aufweisen. Hinter dem Auge verläuft ein sehr schmaler weißlicher Streif. Der Bartstreif ist ebenfalls weißlich und hat feine grauschwarze Flecken. Die Körperoberseite ist rotbraun mit einer feinen dunklen Strichelung auf dem Mantel. Das Kinn und die Kehle sind weißlich bis hellgrau. Die übrige Körperunterseite ist hellbraun bis hell zimtfarben mit einer dunkleren Querbänderung.

## Verbreitungsgebiet und Lebensraum
Das Verbreitungsgebiet des Wahnesparadiesvogel liegt im Osten Neuguineas. Es erstreckt sich über einen schmalen Streifen von Küstengebirgszügen der Nordküste. Zum Verbreitungsgebiet gehören unter anderem das Saruwaged- und Finisterre-Gebirge sowie das Adelbert- und Rawlinsongebirge. Der Wahnesparadiesvogel kommt hier in Höhenlagen zwischen 1100 und 1700 Metern vor. Der Wahnesparadiesvogel besiedelt hier Bergwälder. Im Verbreitungsgebiet kommt auch die Rothschild-Paradieselster vor, die zur Gattung der Paradieselstern zählt und die ebenfalls ein sehr langes Schwanzgefieder hat. Die Rothschild-Paradieselster ist auf der Körperunterseite jedoch dunkelgrün, das Gefieder hat einen ölig irisierenden Glanz.

## Lebensweise
Der Wahnesparadiesvogel ist ein sehr agiler Vogel, dessen Rufe häufig zu vernehmen sind. Cliffort Frith und Bruce Beehler vergleichen die Ernährungsweise des Wahnesparadiesvogels mit dem des Blaunacken-Paradiesvogels. Früchte decken den größten Teil des Nahrungsbedarfes, daneben frisst der Wahnesparadiesvogel Gliederfüßer und Insekten. Während der Nahrungssuche hängen sie mitunter kopfüber an den Zweigen, um an Früchte zu gelangen, oder Epiphyten nach Wirbellosen zu durchsuchen. Bei im Baiyer River Sanktuar gehaltenen Individuen hat man auch beobachtet, dass sie Blätter fressen.

## Fortpflanzung
Wie die überwiegende Zahl der Paradiesvögel ist auch der Wahnesparadiesvogel polygyn, das heißt, das Männchen paart sich nach Möglichkeit mit mehreren Weibchen. Das jeweilige Weibchen zieht alleine den Nachwuchs groß.

### Balzplatz
Die Männchen haben individuelle Balzplätze, die zum Teil sehr nahe beieinander liegen. Gefunden wurde unter anderem zwei Balzplätze, die auf einem Hügelkamm in 1590 Meter Höhe lagen und nur fünf Meter voneinander entfernt waren. Balzplätze finden sich gewöhnlich auf oder in der Nähe von Lichtungen, die durch Windbruch entstanden sind und sind so nach oben offen. Dies unterscheidet den Wahnesparadiesvogel unter anderem von dem nah verwandten Arfak-Strahlenparadiesvogel, der seine Balzplätze grundsätzlich im dichten Waldesinneren errichtet, wo er von den Baumkronen höherer Bäume überschattet wird.
Die Männchen entfernen Blättern und ähnliches organisches Materialien soweit, dass das feine Wurzelsystem frei liegt. Am oder auf dem Balzplatz stehen einzelne Baumschösslinge, von denen sie die Blätter weitgehend entfernen. Die Balzplätze haben einen Durchmesser von 1 bis 1,5 Meter.

### Balz
Die Balz des Wahnesbaradiesvogels hat viele Elemente mit der komplexen Balz des Blaunacken-Paradiesvogels gemeinsam. Zur Balz gehört ein ritualisiertes Reinigen des Balzplatzes, bei dem allerdings kein organisches Material mehr entfernt wird sowie eine Abfolge von trippelnden Tanzschritten. Bei zahlreichen Balzelementen wird das Schwanzgefieder präsentiert, das hoch aufgestellt wird und wie ein Fächer geöffnet und wieder geschlossen wird. Das mittlere und längste Steuerfederpaar bleiben dabei immobil und geschlossen. Wie bei vielen Strahlenparadiesvögeln sträubt der Wahnesparadiesvogel auch sein Rücken und Flankengefieder, so dass sie schirmartig abstehen. Bei anderen Balzelementen werden die verlängerten Schmuckfedern nach vorne geworfen und durch schnelle Bewegungen von Kopf oder Körper ins Schwingen gebracht.

### Nest, Gelege und Aufzucht der Jungvögel
Bislang sind keine Nester freilebender Wahnesparadiesvögel gefunden worden. Ein im Bayer River Sanctuary gehaltenes Weibchen legten an zwei aufeinanderfolgenden Tagen je ein Ei. Diese waren cremefarben mit länglichen breiten Strichen von grauer und bräunlicher Farbe. Über die Brutdauer und die Aufzucht der Jungvögel ist bislang nichts bekannt.

## Haltung
Der Londoner Zoo erhielt 1931 ein Mädchen und weitere Individuen, darunter auch mindestens ein Weibchen, im Jahre 1939.

## Einzelbelege
1. ↑   Frith & Beehler: The Birds of Paradise - Paradisaeidae. S. 292.
2. ↑   Handbook of the Birds of the World zum Wahnesparadiesvogel, aufgerufen am 24. Juli 2017
3. 1 2 3 4   Frith & Beehler: The Birds of Paradise - Paradisaeidae. S. 293.
4. 1 2   Frith & Beehler: The Birds of Paradise - Paradisaeidae. S. 294.
5. ↑   Frith & Beehler: The Birds of Paradise - Paradisaeidae. S. 296.
6. ↑   Frith & Beehler: The Birds of Paradise - Paradisaeidae. S. 297.